# The Settlement

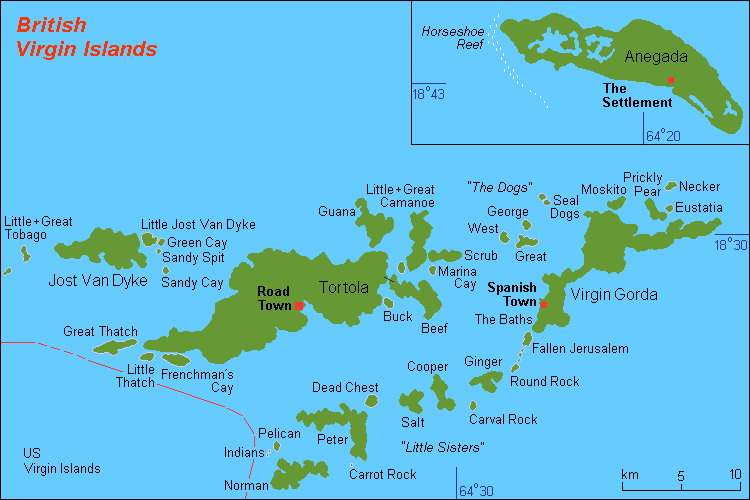
Brittiska Jungfruöarna

The Settlement (engelska för "Bosättningen") är huvudort på ön Anegada bland de Brittiska Jungfruöarna i Västindien.

## Staden
The Settlement är belägen vid viken Lower Bay på öns sydvästra del och har ca 200 invånare.
Den mycket lilla stadens centrum utgörs av området kring huvudgatan. Det finns inga historiska byggnader i orten.
Förutom förvaltningsbyggnaden Government Administration Building, en sjukvårdsinrättning, postkontoret, polisstationen och ett bibliotek finns även hotellet "Ocean Range Hotel", några restauranger, bageriet "Dotsy's Bakery" och några små affärer.
Strax utanför staden ligger även det historiska "The Walls", ett område omgärdat av gamla stenmurar med åkrar för odling av bananer, majs, sötpotatis och andra grödor (1).
I staden finns "Iguana Headstart Facility", en uppfödningsfarm för de utrotningshotade leguaner, bl.a. Anegada stenleguanen (Anegada rock Iguana, "Cyclura pinguis"). Farmen drivs av BVI National Parks Trust (2) och leguanerna släpps fria när de nått mogen ålder.
Stadens hamn ligger i Setting Point och är ett populärt mål för större och mindre fritidsbåtar, hamnen har även regelbundna färjeförbindelser med bl.a. Road Town på Tortola.
Stadens lilla flygplats Auguste George Airport (flygplatskod "NGD") har kapacitet för lokalt flyg och ligger ca 1,6 km nordväst om centrum.

## Historia
1672 införlivades ön i den brittiska kolonin Antigua.
Den "The Zoological Society of San Diego" har stöttat leguanprojektet sedan 1992 och farmen startades 2003 (3).
Idag är turism stadens största inkomstkälla men även det lokala fisket bidrar till ekonomin.